# Гайжюнай
Гайжю́най (лит. Gaižiūnai) — деревня в Ионавском районе Литвы, расположена по обе стороны от железной дороги Ионава—Кайшядорис. Центр сянюнайтии.
В Гайжюнай расходятся линии железной дороги, идущей из Шяуляй, на Вильнюс и Каунас. Расположена в трёх километрах к юго-востоку от Ионавы и в 25 км к северо-востоку от Каунаса. По западной окраине протекает река Тауроста (левый приток Вилии), неподалёку имеется Гайжюнайский полигон. К югу от деревни расположены Гайжюнайские леса. Рядом с деревней находился военный аэродром. Во времена СССР в районе Гайжюная был дислоцирован крупнейший 242-й учебный центр подготовки младших специалистов Воздушно-десантных войск. В 2015 году к деревне был присоединён железнодорожный посёлок Гайжюнай.